# سيارهي أستراساباكين
سيارهي أستراساباكين (مواليد 28 أبريل 1976) هو ملاكم بيلاروسي، مثّل بلاده في الألعاب الأولمبية الصيفية 1996.

## روابط خارجية
سيارهي أستراساباكين على موقع أوليمبيديا (الإنجليزية)